# Heidelbeerkuchen

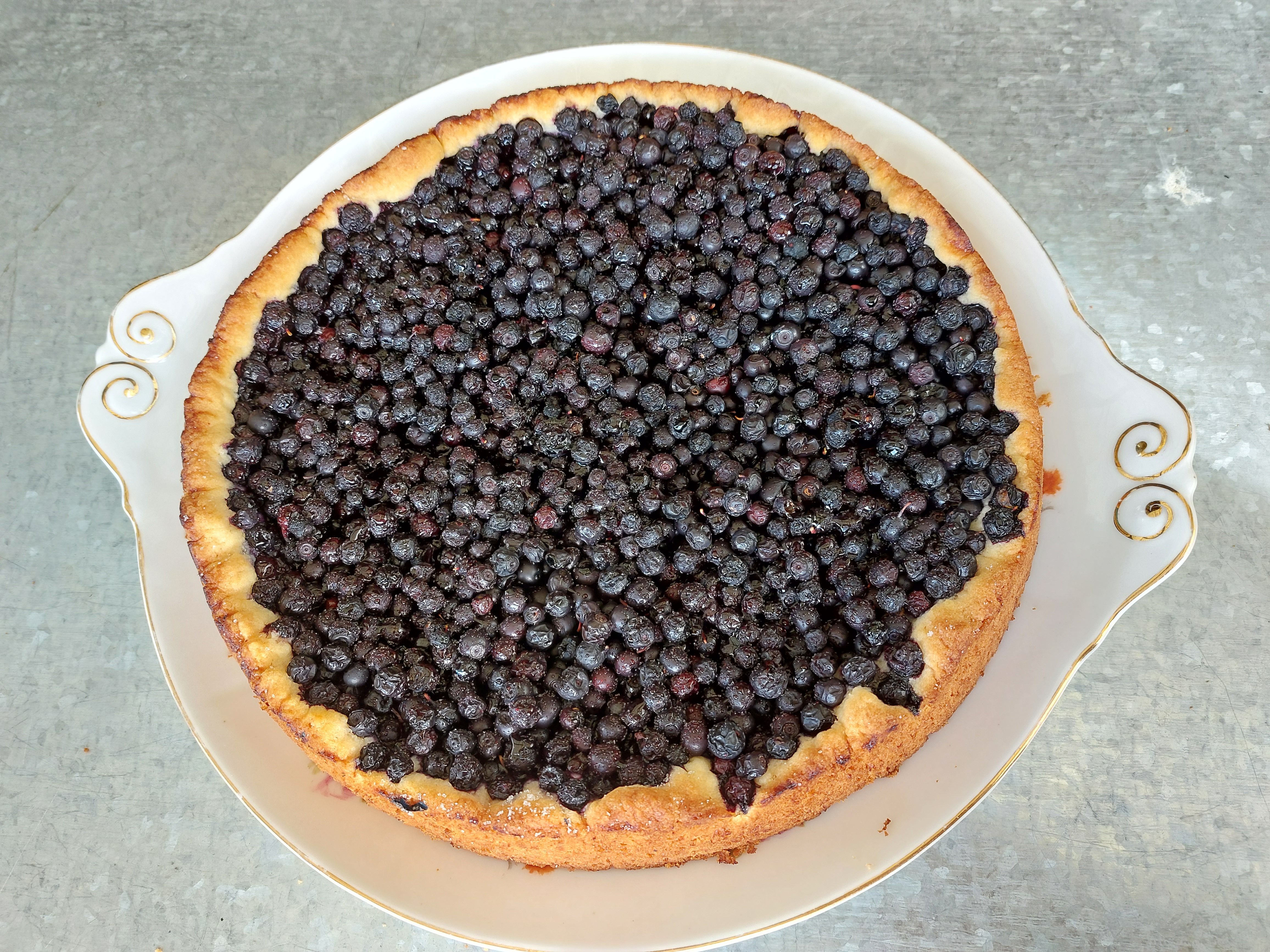
Heidelbeerkuchen

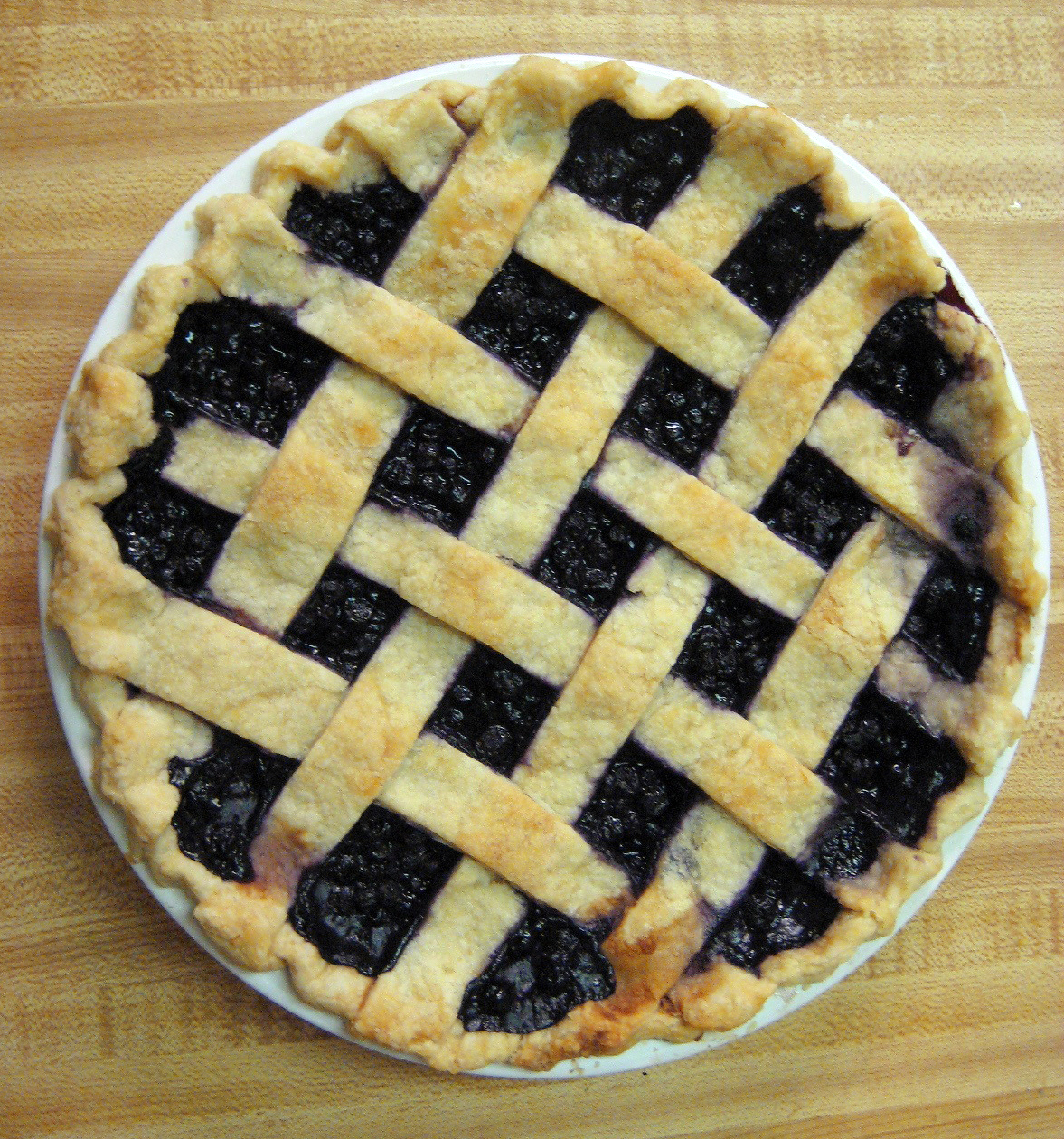
Gedeckter Heidelbeerkuchen

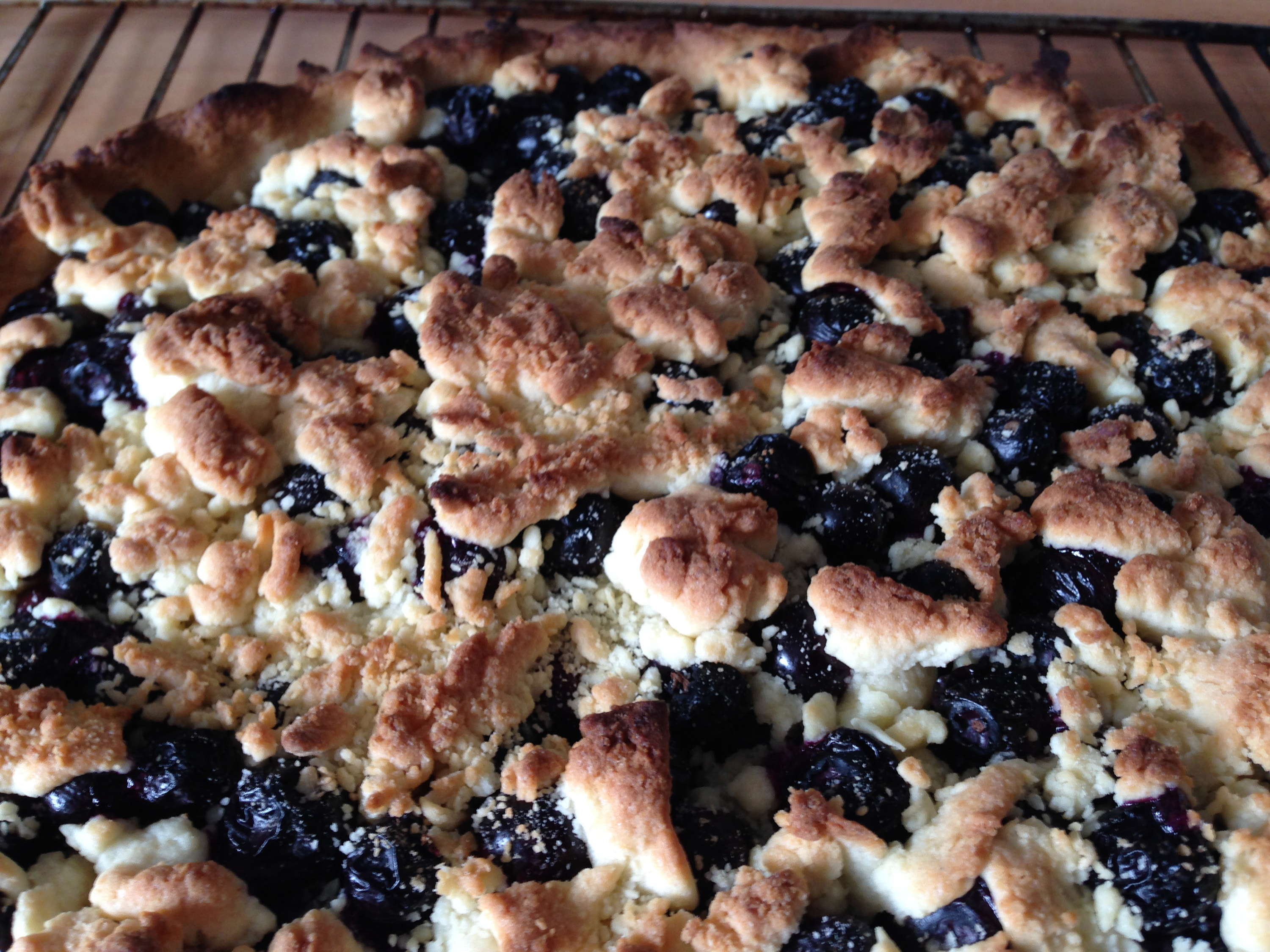
Heidelbeerkuchen mit Streuseln

Ein Heidelbeerkuchen (auch Blaubeerkuchen) ist ein Kuchen, der Heidelbeeren als eine Hauptzutat enthält.

## Varianten
Verbreitet sind unter anderem Streuselkuchen und gedeckte Varianten. Zu den regionalen Sorten gehören beispielsweise der Sächsische Heidelbeerkuchen und der Schwäbische Heidelbeerkuchen. Im Spessart wird Heidelbeerkuchen teilweise mit Kartoffelsuppe serviert.
Rezepte sind unter anderem bei Johanna Katharina Morgenstern-Schulze 1785 und bei Henriette Davidis Praktisches Kochbuch für die gewöhnliche und feinere Küche 1849 belegt.

## Wissenswertes
Blueberry pie mit Amerikanischen Heidelbeeren aus Maine ist „der offizielle Staatsnachtisch“ (official state dessert) dieses Bundesstaates.
Der Enzyklopädist Johann Georg Krünitz wertete Heidelbeerkuchen am Ende des 18. Jahrhunderts in der Oeconomischen Encyclopädie, einer wichtigen Quelle für die Zeit der Aufklärung und Industrialisierung, als eine Speise für die Familie, während er Heidelbeertorten als nachrangige Gastspeise beurteilte, die aber besonders bekömmlich sei.